# 布列斯特-立陶夫斯克條約
《布列斯特-立陶夫斯克條約》（俄語：Брестский мир；常被简称为布列斯特条约或布列斯特和约）是第一次世界大战期间，蘇維埃俄國与同盟国（包括德意志帝国、奥匈帝国、保加利亚王國、奥斯曼土耳其帝国）在布列斯特-立陶夫斯克所签订的和约。
1918年3月簽約，表面上俄方損失確實很大，但同年11月德國卻也戰敗投降，使此條約與德國部分被廢止，而後蘇維埃取得政權，又以1922年簽訂之《拉帕洛条约》重新取代之；與土耳其部分亦以1921年的《卡尔斯条约》取代。

## 条约背景

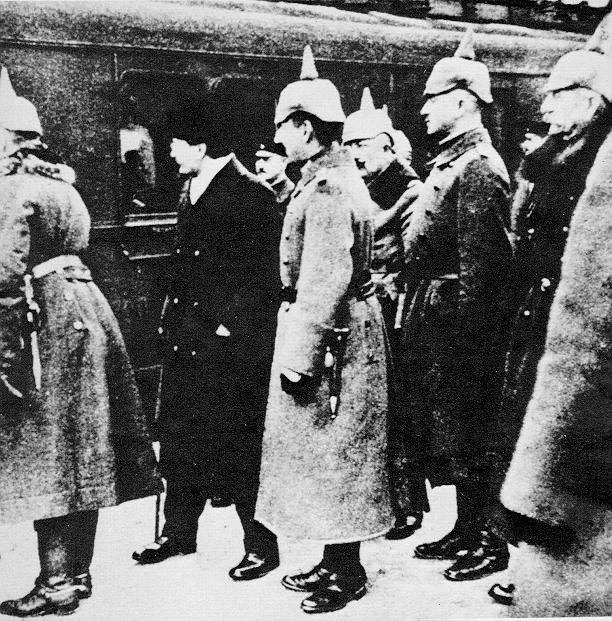
迎接德方代表的俄方代表，中央左侧深色衣者为托洛茨基

1914年，俄罗斯帝国参加一战，战场的失利和国内经济崩溃引发二月革命。但随后成立的俄国临时政府继续参加一战并发动“克伦斯基攻势”，短暂胜利后迅速被同盟国击败，俄国经济雪上加霜，工人和士兵也处于饥饿边缘。
1917年11月7日，俄国十月革命胜利之后，由于原来俄国属于协约国一方而与同盟国处于交战状态，为了退出战争，新成立不久的苏维埃政权在提出的和平建议被协约国拒绝后，便与同盟国的德国进行和平谈判。
1917年12月3日，谈判开始，德国提出了把波兰、立陶宛、爱沙尼亚的局部和拉脱维亚、白俄罗斯的全部割让给德国并赔款30亿卢布的苛刻条件，这引起了布尔什维克党内严重的分歧。列宁主张接受德国的条件，签订和约，为新生政权争得喘息机会，季诺维也夫、索柯里尼柯夫、斯大林、阿尔乔姆、斯塔索娃、斯维尔德洛夫等六名中央委员支持列宁；布哈林为代表的“左派共产主义者”反对签订和约，主张对帝国主义继续世界大战，中央委员布勃诺夫、乌里茨基、洛莫夫支持布哈林；托洛茨基则主张停战，復员军队，但不与德国签约（即“不战不和”），中央委员克列斯廷斯基、捷尔任斯基、越飞支持托洛斯基。
1918年1月2日，苏维埃政权召开中央和地方负责人会议。60人出席的会议上，赞成布哈林主张的32人，赞成托洛茨基主张的16人，赞成列宁主张的仅15人。最终，列宁的主张因处于少数而未能被通过。
1918年1月24日，苏维埃政权召开中央会议，重新表决签约的问题。托洛茨基的主张以9票对7票的多数通过，列宁的主张仍然没有被多数所接受。
1月30日，布列斯特谈判恢复。作为外交人民委员（即外交部长）、谈判代表团团长，托洛茨基临行前与列宁约定：如果德国下了最后通牒就让步签约。结果德国果然向苏俄下了最后通牒，托洛茨基向列宁电报询问对策，列宁立即覆电坚持：接受德国条件，立即签约。但是托洛茨基没有接受列宁的建议，而是发表了拒绝签约的声明，率团离开布列斯特。德國於是執行了拳擊行動，德軍和奧軍开始对俄罗斯大举进攻，另外在高加索，奥斯曼帝国对亞美尼亞、喬治亞和亞塞拜然等新建的政權展開進攻。
2月18日，在十分紧急的情况下，苏俄中央委员会召开了紧急会议。会上，列宁的主张又被以6：7的票数否决。随后，中央又连夜开会，经过激烈的争论，托洛茨基转而支持列宁，会议结果以7票赞成、5票反对、1票弃权的结果通过了列宁的提案。苏俄政府连夜通知德国方面，同意签约。
但是，德国在得到通知后没有停止进攻，并于2月23日提出更加苛刻的条件。苏俄党中央又召开有15名委员参加的紧急会议。会议中，大多数委员表示不赞成列宁的主张。列宁只得提出，如果这种空谈继续下去，他就要辞职，退出政府和中央委员会。布哈林对此毫不在乎，斯大林也未发生动摇。托洛茨基不同意列宁的意见，但为了防止列宁辞职和党的分裂，他的态度发生变化。在他的影响下，出现了4票弃权。结果列宁的主张以7票赞成、4票弃权、4票反对获得通过。同日在蘇聯中央執行委員會上再以116：85（26票棄權）之多數通過。托洛茨基被解除了外交人民委员的职务，改由格奥尔基·契切林接任。
2月24日，苏维埃政权重新派出了谈判代表团与德国进行谈判。3月3日，苏维埃政权与德国签订条约，俄国其它政权组织亦停止了对侵入俄罗斯的德、奥匈军队的作战，俄国彻底退出一战。而德国与协约国的战事还在继续。
1918年10月29日德国发生十一月革命，11月9日威廉二世的德意志帝国亦崩溃，11月11日德国停戰，中央同盟宣告战败。德国于1918年11月11日与协约国签订了停战协定，其中第二款《关于德国东部边界的规定》之第15条规定德国放弃《布加勒斯特和约》及《布列斯特-立托夫斯克和约》及其补充条约。随后苏维埃政权全俄中央执行委员会亦于11月13日通过决议单方面废除此条约，使得该条约的内容实际上成了一纸空文。12月，德国斯巴達克同盟联合不莱梅左派建立德國共產黨。
1922年，新成立的苏维埃联盟苏联与一战后成立的德意志魏玛共和国签署了《拉帕洛条约》，两国借此宣布放弃在布列斯特-立陶夫斯克條約及一战后向对方提出的领土和金钱之要求。

## 条约内容

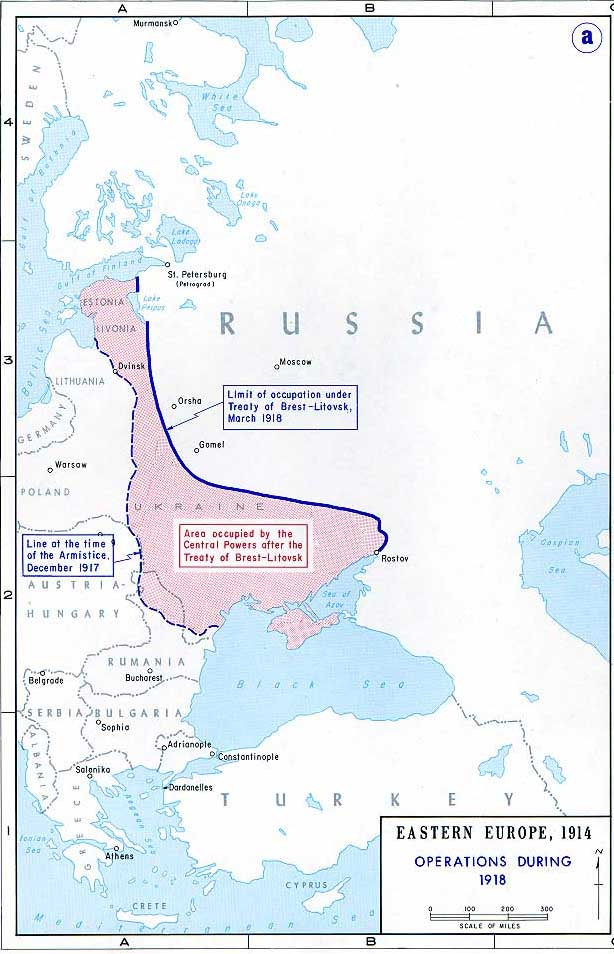
布列斯特和约中规定苏维埃政权将割让的土地

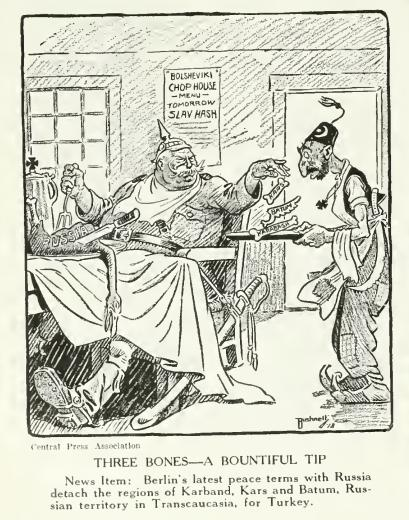
讽刺画，《三块骨头——慷慨的赏钱》，正在对着俄国大快朵颐的德国将三块骨头赏给了一旁的奥斯曼，三块骨头分别是卡尔斯、巴统及阿尔达汉

3月3日，布列斯特和约正式签订。条约包括下列文件：
1. 苏维埃政权和德国、奥匈帝国、保加利亚、鄂圖曼土耳其的和约及附件
2. 苏维埃政权和德国的法律政治条约
3. 苏维埃政权和奥匈帝国的法律政治条约
4. 苏维埃政权和保加利亚的法律政治条约
5. 苏维埃政权和鄂圖曼土耳其的法律政治条约
6. 苏维埃政权和德国关于若干政治问题的附加条约
7. 苏维埃政权和德国的财政协定
8. 苏维埃政权和德国的私法协定

上述条约（一）至（五）项于1918年3月3日在布列斯特-立托夫斯克签订，苏方签署人为格里戈里·雅科夫列维奇·索科利尼科夫。3月29日在柏林互换批准书之后生效。（六）至（八）项于1918年8月27日在柏林签订，9月6日在柏林互换批准书生效。
条约主要內容如下：
1. 苏维埃政权终止与德国、奥匈帝国、保加利亚和鄂圖曼土耳其的战争状态；
2. 苏维埃政权军队全面复员，海军军舰驶回海港并解除武装；
3. 苏维埃政权承認芬蘭王國、烏克蘭人民共和國、白俄羅斯人民共和國之獨立，并有义务同乌克兰人民共和国立即缔结和约；
4. 苏维埃政权將爱沙尼亚、拉脱维亚、立陶宛、库尔兰（今拉脱维亚西部）、俄属波兰等地割與德意志帝國與奧匈帝國，上述各地今後之政治狀態，僅德奧二國有權決定；
5. 苏维埃政权将沙皇俄国于1877-1878年俄土战争中占领的阿達罕、卡爾斯、巴統等地区归还给奥斯曼帝国；
6. 苏维埃政权拆除阿兰群岛上所有防禦工事，其未來地位由德奧瑞芬四國共同決定。

此外，在8月27日時於柏林所簽訂之補充條款中尚規定苏维埃政权需給付德國60億馬克戰敗賠款，分五期償還，但最後付款日期不得超過1918年底。

## 影响與得失

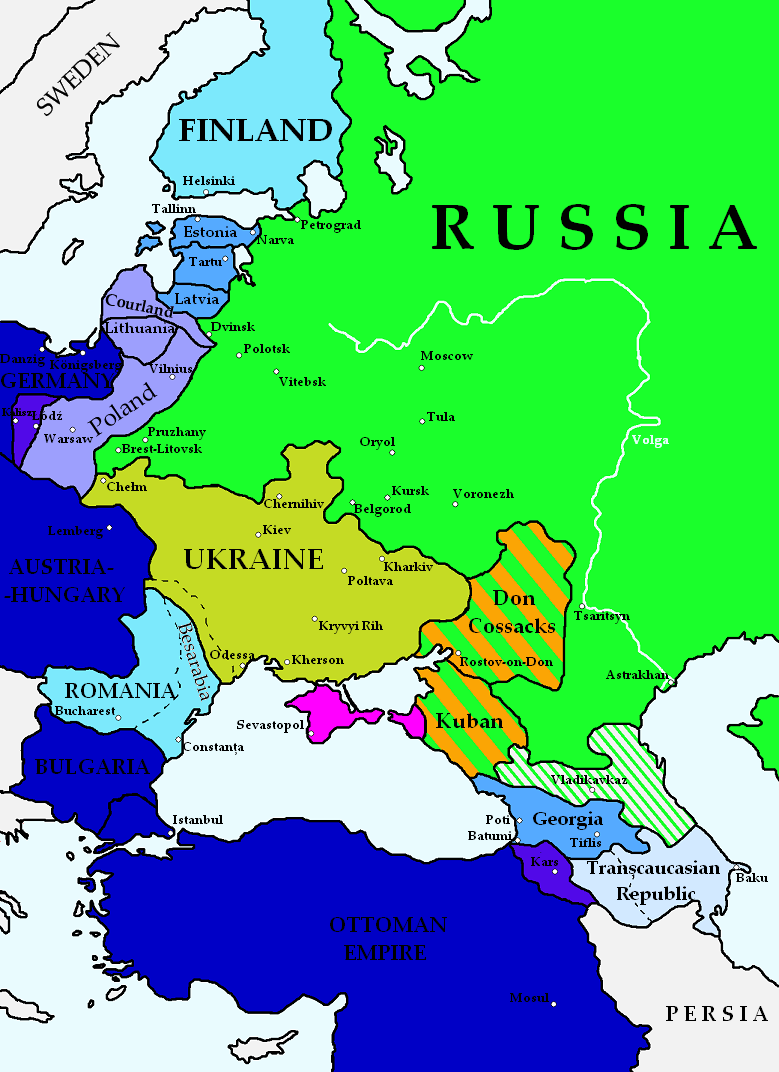
1918年布列斯特條約簽訂後德國计划實現的新的東歐秩序
德國及其盟友
德國將兼併的俄國領有的波蘭，土耳其將兼併的俄國領有的亞美尼亞和格魯吉亞
德國完全控制下的半自治國家
經濟和行政上完全依附於德國的新國家
經濟上依附於德國的烏克蘭
德國控制下計劃建立的韃靼共和國
和德國經濟政治上緊密聯繫的國家
計劃建立的泛高加索共和國（和德國政治上為同盟關係）
俄國境內半自治的哥薩克國家（德國的勢力範圍）

此條約德國雖為贏家，表面上是對俄罗斯相當沉重之打擊，实际上很多国土当时并不在刚成立4个月，尚仅控制了彼得格勒及周边的苏维埃政权治下。当时苏维埃政权还不是受国际社会广泛承认的俄罗斯合法政权，反而是后来的高尔察克政府受到西方诸国承认并获得军事协助。俄方纸面所受之損失大致如下：
1. 國土：共126萬7千平方公里，相當於5.7%的國土。
2. 人口：共6200萬人，相當於全國34%的人口。
3. 產業：
  1. 農產損失33%
  2. 工業損失54%
  3. 製糖業損失80%
  4. 鐵礦損失73%
  5. 煤礦損失75%
4. 財政收入：共損失約27%[1]

由於此條約和俄方當初的理想“不割地，不賠款”相距實在過大，不僅蘇維埃中的孟什維克派代表大力反對，連布尔什维克党內部亦有人反對。但列寧一再為其主張辯護，並將此合約與1807年俄法的《提爾西特條約》相比，只是為了暫時退讓並謀求反擊之機。最後於3月8日布尔什维克党第七屆代表大會以30：12通過，同月18日再由蘇維埃臨時特別代表大會以784：261通過。

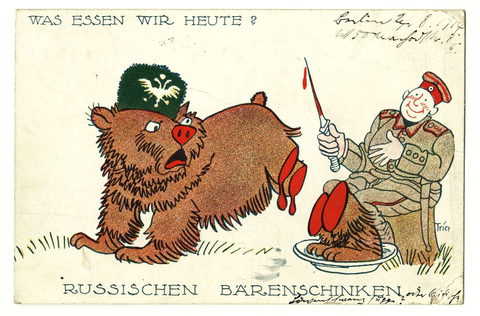
画有讽刺画的明信片，“今天我们吃什么？俄罗斯熊腿”

儘管条约纸面損失是如此之慘重，却使整个俄罗斯最後成功地退出了第一次世界大战。加上戰後60億馬克的賠款，最後是因為德國戰敗而免付，也因為德軍的崩潰，蘇维埃红军在四年之內就收回了部分被割讓的領土，包括過半數的烏克蘭與白俄羅斯領土，但红軍於波蘇戰爭（1919-1921年）中受阻於波蘭第二共和國，故大部分的失土（包含波羅的海三小國、波蘭）要等到第二次世界大戰末，才由史達林擊敗德軍而收回（史達林唯一沒攻下的失土為芬蘭）。1991年12月26日苏联解体后俄罗斯再次丧失二战后收回的布列斯特合约中割让的领土（2014年克里米亚危机后俄罗斯实际占领克里米亚并建立了克里米亚联邦管区，但未获得国际社会广泛承认）。
希特勒后来将德国在一战的僵持中，经济崩溃，导致十一月革命，最终投降，并签订凡尔赛和约丧失诸多利益，归结于歐洲的猶太人，宣稱搞犹太布尔什维主义输出革命，造成在战场外对德国的打击。

## 条约的废弃
德国在一戰战败后，即于1918年11月11日同协约国签订了停战协定，其中第二款《关于德国东部边界的规定》之第15条规定德国放弃《布加勒斯特和约》及《布列斯特-立托夫斯克和约》及其补充条约。全俄中央执行委员会随后于11月13日通过决议，单方面废除此条约，使得该条约的内容实际上成了一纸空文。
1922年，苏维埃俄国与德意志国签署了《拉帕洛条约》。两国互相借此宣布放弃在布列斯特-立陶夫斯克條約及一战后向对方提出的领土和金钱之要求。

## 來源
1. ↑  李邁先著，"俄國史（下卷）"（台北：國立編譯館出版，1969），頁433